# GardaWorld
GardaWorld Corporation ist ein kanadisches privates Militär- und Sicherheitsunternehmen mit Sitz in Montreal.
GardaWorld International Protective Services, die internationale Abteilung des Unternehmens begann ihre Aktivitäten 1984. GardaWorld Security Corporation wurde 1995 als Trans Quebec Security Inc. durch Stephan Crétier mit ursprünglich 25 000 USD. Das Unternehmen betreibt weltweit Personenschutz und Sicherheitsdienste mit gepanzerten Fahrzeugen und stellt Wachpersonal für Botschaften.

## Abteilungen
- Security Services, Sicherheitsdienstleistungen, mit 3,7 Milliarden USD (2021) der größte Bereich
- Crisis24, Dienstleister für Risiko-Management, Federal Services, Sicherheits-Alarmmeldungen, Partner von Palantir Technologies[4]
- ECAMSECURE, Überwachungsdienst, Sicherheitslösungen
- SESAMI, Cash-Ecosysteme
- BEST, Crowd Management, Event Operations Lösungen

## Geschichte
Während der Mitte-2000er Jahre übernahm Gardaworld eine Reihe von Unternehmen, unter denen der Kauf des kalifornischen Sicherheitsunternehmens ATI Systems International Inc. mit 391 Millionen USD herausragte, dessen ehemaliger Vorsitzender von Gardaworld wegen finanziellen Missmanagements verfolgt wurde und der das Unternehmen umgekehrt wegen fehlerhafter Entlassung verklagte.
Am 3. Juni 2009 kündigte Gardaworld den Verkauf seiner regionalen Sicherheitsaktivitäten in den Vereinigten Staaten und in Mexiko an Andrew International zu einem Preis von 44,25 Millionen USD an. Wegen schlechter Finanzergebnisse im vorangegangenen Jahr fiel der Börsenkurs Mitte des Jahres 2008 um mehr als 90 Prozent. Es folgte eine Umstrukturierung der Verbindlichkeiten, die zwar zu einer Liquiditätssicherung führte, aber in den Augen der Investoren zu schwach blieb. In den folgenden Jahren erholten sich die Ergebniszahlen vor allem durch Nachfragesteigerungen im Nahen Osten und in Afghanistan.
Gardaworld nahm die Aufkäufe wieder auf, was den Schuldenstand auf 639 Millionen USD anwachsen ließ, 4,2mal höher als das Jahresergebnis von 2012. Das veranlasste Stephan Crétier einen Management-buy-out herbeizuführen und er offenbarte entsprechende Planungen mit dem britischen Private-Equity-Unternehmen Apax Partners für eine Übernahme eines Anteils in Höhe von 300 Millionen USD.
Am 13. Juli 2015 kündigte Gardaworld die Übernahme von Aegis Defence Services an, um in Afrika und im Nahen Osten zu expandieren. Die Übernahme wurde am 12. Oktober 2015 zu einem Preis von 130,725 Millionen USD, zuzüglich eines Betrages an Mitarbeiter zur Auslösung von Aktienoptionen.
2017 erwarb Rhône-Poulenc gemeinsam mit Crétier und einigen Vorstandsmitgliedern das Unternehmen von Apax Partners für (geschätzt) 2,2 Milliarden USD. Apax hatte 2012 etwa 1,1 Milliarden CAD bezahlt. Im Oktober 2019 verkaufte die Rhône Group ihren Anteil von 51 Prozent an den Private-Equity-Investor BC Partners
für 5,2 Milliarden CAD.
Im November 2019 übernahm Gardaworld den im Vereinigten Königreich beheimateten privaten Unternehmensberater für intelligente und technologiegestützte Managementlösungen für Risiko-, Sicherheits- und Krisenfragen Drum Cussac.
Im September 2020 begann Gardaworld einen Bieterwettbewerb mit Allied Universal Security um das britische Sicherheitsunternehmen G4S, im Dezember erhöhte Gardaworld sein Angebot auf 235 Pence pro Anteil, zuzüglich der Übernahme von Pensionsansprüchen, die Aktionäre nahmen aber das Angebot von Allied Universal zu einem historisch hohen Übernahmepreis von 3,8 Milliarden Pfund (5,3 Milliarden USD) an.

### Vorfälle

#### 2020: Untersuchung von Unfällen mit gepanzerten Fahrzeugen und Todesfällen
Ein Artikel der Tampa Bay Times vom 1. März 2020 berichtete über gefährliche Praktiken und von häufigen Unfällen, die von eigenen Fahrzeugen des Unternehmens verursacht worden sein sollten: „Mindestens 19 Personen wurden seit 2008 bei Garda-Unfällen getötet, allein drei 2019“. Die Vorwürfe basierten zum Teil auf Dokumenten eines früheren Mitarbeiters und Daten, von denen Gardaworld unglücklicherweise vermutete, dass diese dem Unternehmen gestohlen und dann erfolglos in zwei Kündigungsverfahren verwendet worden seien sowie auf 90 Interviews, davon 56 mit aktuellen oder ehemaligen Fahrern. Der Artikel offenbarte, dass Garda-Fahrzeuge häufig verlässliche Bremsen, Gurte und Fahrersitze vermissen ließen, dass Fahrer häufig keine Einweisung erhalten und ausgesagt hätten, zu langen Arbeitszeiten gedrängt worden zu sein, sogar nach wiederholten Unfällen.
Die Gardaworld-Datei verzeichnete über 100 Unfälle in einem durchschnittlichen Monat und in einer Periode von zweieinhalb Jahren über 320 verletzte Personen. Zusätzlich behauptete eine frühere Mitarbeiterin, dass Gardaworld ihr Schweigegeld angeboten hätte, das sie aber nicht akzeptiert habe: „Ich weiß, dass ich richtig gehandelt habe, das Geld oder die Entlassung abzulehnen. Ich glaubte, dass die Wahrheit obsiegen würde und ich bin dankbar, meine Geschichte mitzuteilen und anderen zu helfen“.

#### 2021: Fall von Kabul
Während des Falls von Kabul 2021 am 19. August berichtete der The Guardian dass 125 Wachleute der Botschaft des Vereinigten Königreichs in Kabul, die bei Gardaworld angestellt waren kein Asyl im Vereinigten Königreich erhalten würden. Sie seien nicht berechtigt, weil sie „nicht unmittelbar von der  britischen Regierung angestellt worden seien“. Währenddessen wurden über 100 Wachleute der US-Botschaft, die einen besonderen Vertrag mit Gardaworld hatten, durch US-Truppen evakuiert.
Am 27. August wurde berichtet, dass Gardaworld 185 Familien zusammenstellte, die für die Botschaft gearbeitet hatten, insgesamt etwa tausend Personen, die an einem fehlgeschlagenen Versuch einer Evakuierung teilnahmen. Gardaworld stellte weitere Versuche in Aussicht, „wenn die Dinge sich in den kommenden Monaten beruhigt hätten“.

#### 2024: Diebstahl von 30 Millionen US-Dollar
Am Osterwochenende 2024 fand ein Einbruch in eine Niederlassung GardaWorlds in Sylmar, Los Angeles, statt. Die Einbrecher konnten in das Gebäude gelangen und einen Tresor öffnen, ohne Alarmanlagen auszulösen. Es wurden 30 Millionen US-Dollar erbeutet, die von Unternehmen im Raum Los Angeles gesammelt worden waren. Nur wenige Personen wussten von der erheblichen Summe. Der Tresor wies keine Zeichen von Gewaltanwendung auf.